# Eva Zeikfalvy
Eva Zeikfalvy (* 18. April 1967) ist eine ehemalige schwedische Fußballspielerin.

## Laufbahn
Zeikfalvy spielte für den Erstligisten Malmö FF Dam und wurde mehrmals mit der Mannschaft Schwedischer Meister und holte den Svenska Cupen.
Sie nahm mit der A-Nationalmannschaft an der in Deutschland ausgetragenen Europameisterschaft 1995 teil, verlor jedoch mit ihrer Mannschaft gegen den Gastgeber mit 2:3. Ferner nahm sie an den Weltmeisterschaften 1991 und 1995 teil. Insgesamt bestritt sie neun Weltmeisterschaftsspiele, blieb dabei aber ohne Torerfolg.
1990 erhielt sie als erste Spielerin den Diamantbollen als Fußballspielerin des Jahres in Schweden.
Seit ihrem Karriereende arbeitet Zeikfalvy als Orthopädin und war Trainerassistentin von Lena Videkull bei Husie IF.